# Route nationale 91
La route nationale 91 (RN 91 o N 91) è stata una strada nazionale francese che partiva da Vizille e terminava a Briançon. Oggi è completamente declassata a D1091.

## Percorso
Si staccava dalla N85 a sud di Grenoble e risaliva la valle della Romanche, passando a nord del lago di Chambon. Passava il colle del Lautaret per ridiscendere lungo la Guisane fino a Briançon, dove si trovava l’innesto sulla N94.